# Autólico
Na mitologia grega, Autólico  (/ɔːˈtɒlɪkəs/; em grego:  Αὐτόλυκος Autolykos, "o lobo em si", ou "muito lobo") era filho de Hermes e Quíone, e avô materno de Odisseu (Ulisses, para os romanos). Era tido como o mais ladino dos homens, o mais formidável ladrão da época, dono de façanhas como roubar o cinturão de Héracles, e, a mais importante façanha delas, roubar o poderoso Zeus.

## Família
Quíone era uma sobrinha de Ceix e filha de Dedalion. Quando ela fez catorze anos, foi seduzida por Hermes e por Febo (Apolo), o primeiro durante o dia, depois de tê-la feito dormir, e o segundo à noite. Os seus filhos foram Autólico, filho de Hermes, e Filamon, filho de Apolo.
Quíone foi assassinada por Diana (Ártemis) por ter dito que ela era mais bonita que a deusa: Diana atirou uma flecha em sua língua, e ela morreu de hemorragia quando tentou falar.
Autólico foi o pai de Anticleia, mãe de Odisseu.
Sísifo seduziu Anticleia, filha de Autólico, que mais tarde se casou com o rei de Ítaca, Laerte; por este motivo, Odisseu é considerado, por alguns autores, como filho de Sísifo.